# Limperich

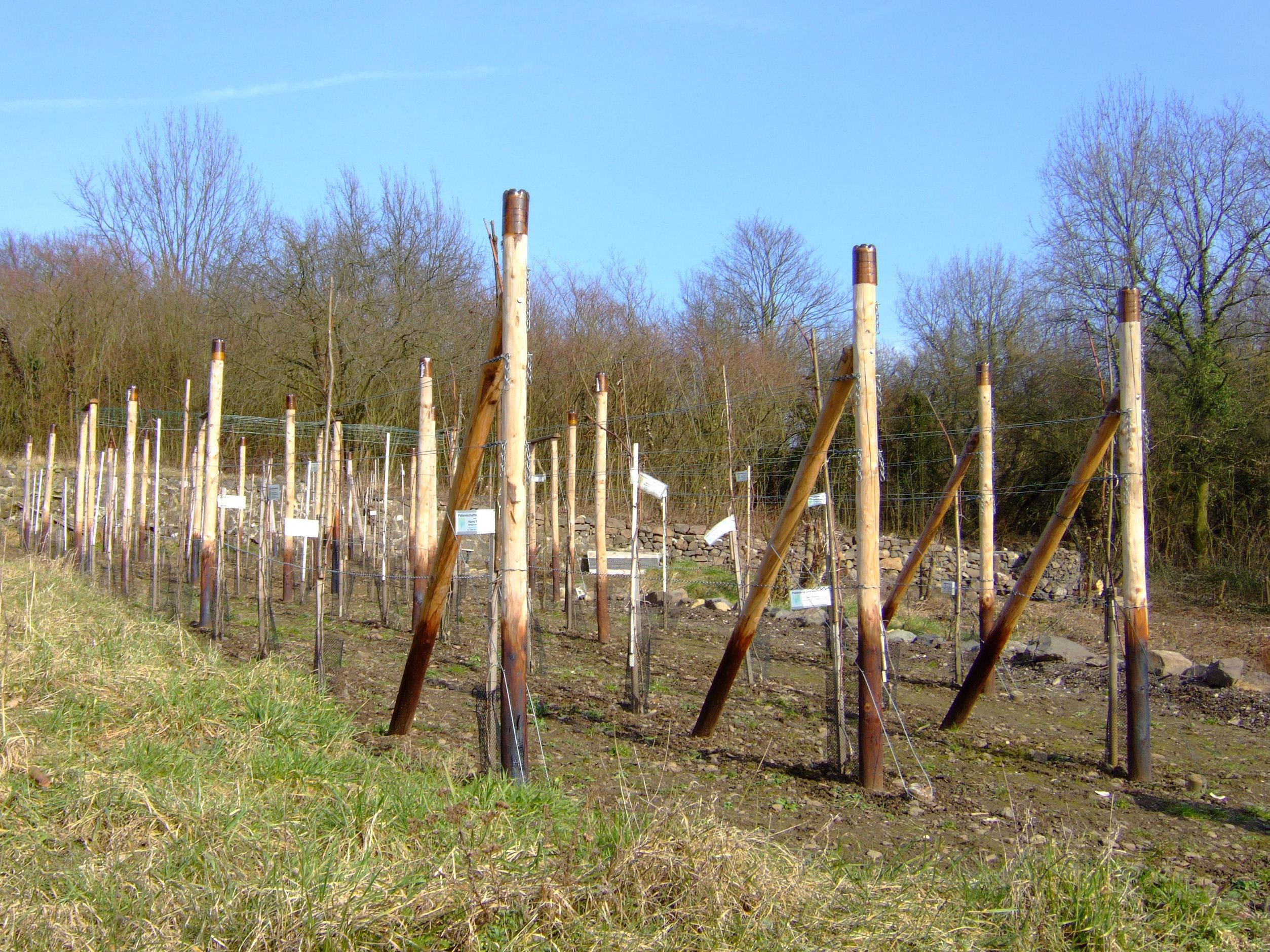
„Nördlichster Weinberg des Rheinlands“ an den Hängen des Finkenbergs

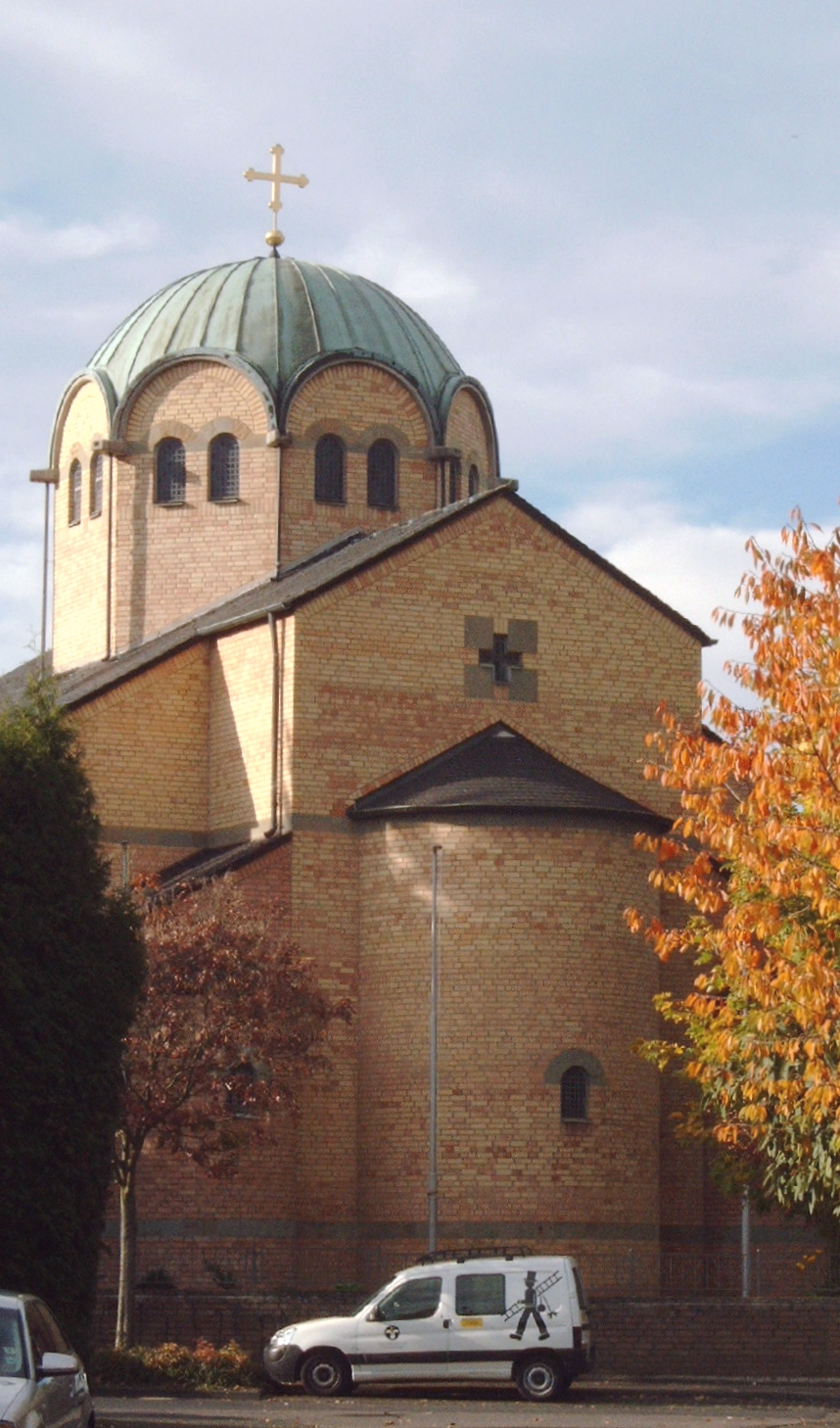
Metropolitankirche Agia Trias

Limperich ist ein Ortsteil der Bundesstadt Bonn im Stadtbezirk Beuel. Er gehört zu den statistischen Bezirken Li-Kü-Ra, bestehend aus Limperich, Küdinghoven und Ramersdorf, sowie Beuel-Süd.

## Geographie
Limperich grenzt im Norden an Beuel-Mitte, im Osten an Küdinghoven, im Südwesten an Ramersdorf, im Süden an Oberkassel und im Westen an den Rhein. Limperich und Küdinghoven bilden zu Beuel hin die Mittelterrasse des Siebengebirges. Die höchste Erhebung ist der Finkenberg. Der Boden im Limpericher Raum ist im Allgemeinen lehmig.

## Geschichte
Der Ort Limperich gehört zu den ältesten seiner Region. Seine erste urkundliche Erwähnung stammt schon aus dem Jahre 922 n. Chr. in Form einer Schenkungsurkunde von Erzbischof Hermann I.
Im 12. Jahrhundert stand Limperich unter der Herrschaft der Ritter der Löwenburg (heute Bad Honnef). Im 16. Jahrhundert war das Täufertum auf der Beuler Rheinseite in einigen Teilen stark verbreitet, unter anderem in Limperich. Am 27. Februar 1784 gab es eine große Rheinüberschwemmung, von der unter anderem Limperich stark betroffen war. Während des Zweiten Weltkrieges war der Steinbruch auf dem Finkenberg Hinrichtungsstätte für polnische Zwangsarbeiter.
Bis in die 1970er- und 1980er-Jahre waren weite Flächen Limperichs Ackerland.

### Name
Der Name Limperich hat eine interessante Entstehungsgeschichte. Zunächst ist der Ort bekannt als „Lintberg“ oder „Limberg“, was heute als Lindenberg gedeutet werden kann. Lindenberg kann in diesem Falle mehrere Bedeutungen haben: Erstens die in der Region verbreitete Lindenpopulation und zweitens „gelinder“ bzw. kleiner Berg. Dies lässt sich dadurch erklären, dass der Finkenberg dem Siebengebirge gegenüber viel kleiner ist. 1297 hieß der Ort „Limperg“, 1436 dann „Lympurch“. Für jemanden, der des Rheinischen mächtig ist, ist es dann nur noch ein kleiner Schritt zum Ortsnamen „Limperich“.

### Einwohnerentwicklung
| Jahr | Einwohner |
| ---- | --------- |
| 1816 | 271       |
| 1843 | 316       |
| 1871 | 411       |
| 1905 | 941       |
| 1961 | 3.178     |

## Infrastruktur
Limperich ist überwiegend bewohntes Gebiet. Vorhanden sind Ressourcen für den täglichen Bedarf. Ansonsten orientiert sich Limperich nach Beuel-Mitte, vor allem aber nach Bonn-Innenstadt. Es finden sich in Limperich eine katholische, eine evangelische und eine griechisch-orthodoxe Kirche (Sitz der Griechisch-orthodoxen Metropolie von Deutschland). Der Stadtteil verfügt über eine recht gute Verkehrsanbindung, zum einen durch die durch Limperich verlaufende Siebengebirgsbahn (Straßenbahnlinie 62) und die Buslinien 606 und 607 und zum anderen durch die Bundesautobahnen A 59 und A 562. Direkt angrenzend an den Rhein befindet sich der Freizeitpark Rheinaue, der auf der Beueler Seite größtenteils aus Wiesenfläche besteht. Mit der Ansiedlung von T-Mobile im nahen Ramersdorf entstanden in den vergangenen Jahren einige tausend Arbeitsplätze in Ortsnähe.
An der nordwestlichen Grenze des Ortsteils befindet sich seit 1975/76 mit dem von Ernst van Dorp entworfenen Haus am Rhein das Boots- bzw. Clubhaus der Bonner Ruder-Gesellschaft, eines der größten Vereine im Deutschen Ruderverband.

## Katholische Kirche
Die katholische Kirchengemeinde Heilig Kreuz Limperich wurde erst spät von der Mutterpfarrei St. Gallus Küdinghoven abgetrennt. 1960 wurde Limperich selbständige Pfarrei, 1968 konnte die große Pfarrkirche Heilig Kreuz (im Volksmund Limpericher Dom genannt), die zugleich Schulkirche für das benachbarte Kardinal-Frings-Gymnasium und (bis 2005) Klosterkirche für den Kreuzherrenorden war, feierlich geweiht werden.

## Die Burg Limperich
Die Burg Limperich wird 1285 erstmals als Besitz eines Adelsgeschlechts erwähnt und diente auch als Sitz der Herren von Limperich. Das Anwesen wurde 1688 an Frank Nesselrode verkauft, der sie in einen barocken Herrensitz umgestaltete. Die Burg hat viele Renovier-, Umbau-, Lageverschiebungs- und Abrissarbeiten hinter sich und ist deshalb heute kein Anwesen mehr, sondern ähnelt eher einem gewöhnlichen Haus mit guter Grundstücksfläche. Die Burg dient heute als Sitz des Bonner Ortsverbandes (G03) des Deutschen Amateur-Radio-Clubs sowie der Interessengemeinschaft Bonner Funkamateure zur Förderung der Völkerverständigung und Internationalen Gesinnung.

## Weinbau
Schon die erste urkundliche Erwähnung nennt den Weinbau. Auch das Kölner Kloster der Tausend Jungfrauen (St. Ursula) besaß hier schon einen Weinstock. Die erste urkundliche Erwähnung des heute noch zu sehenden Weinstocks, der zurzeit vom Limpericher Bürgerverein e. V. rekultiviert wird, war im Jahre 922. Dieser Weinberg wurde manchmal auch der „nördlichste Weinberg der Welt“ genannt, war aber allgemein bekannt als der „nördlichste Weinberg des Rheinlands“. Angebaut wurden Müller-Thurgau, Riesling und Blauer Portugieser. 1992 wurden drei der Terrassenmauern wiederhergestellt. Seit 2004, 50 Jahre nach Einstellung der Kultivierung, wurden auf dem einst 5000 m² großen Weinberg wieder 500 Rebenstöcke angepflanzt, weitere sollen folgen.

## Kunst im öffentlichen Raum

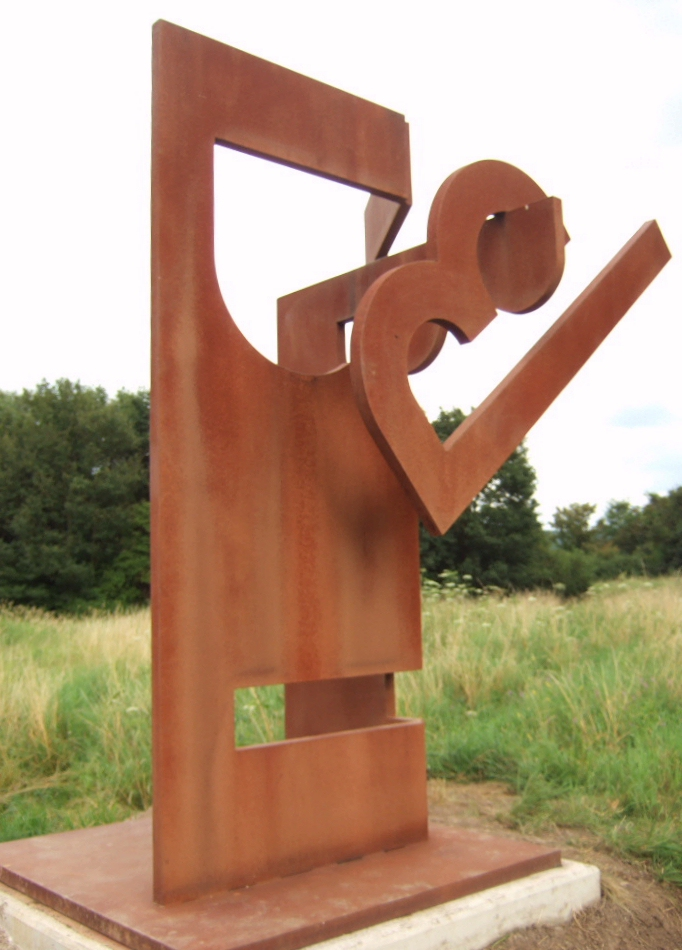
Reinhard Puch: Akkord I auf dem Finkenberg

Auf dem Finkenberg wurde am 20. Juli 2007 Akkord I, eine Stahlskulptur von Reinhard Puch, enthüllt. Die Initiative dazu kam vom „Denkmal- und Geschichtsverein Bonn-Rechtsrheinisch e. V.“. Das Kunstwerk soll auf die vielgestaltige Geschichte des Finkenberges hinweisen.